# Haág Ervin
Haág Ervin (Mosonmagyaróvár, 1933. január 11. – 2018. október 23.) magyar sakkozó (nemzetközi mester), levelezési sakkban magyar bajnok, levelezési sakkolimpiai ezüstérmes, mesteredző (1985), szakíró.

## Életpályája
Apja dr. Haág János OTI jogász volt, egyben sakkszervező és országos versenybíró. Gimnáziumi tanulmányait nagyrészt Győrben végezte, Szentgotthárdon érettségizett 1951-ben.
1956-ban szerzett diplomát az ELTE alkalmazott matematika szakán. 1956–1965 között textilmérő technológus, 1965–1969 szervező munkatárs, 1969–1972 programozó matematikus, 1972–1979 az Ifjúsági Lapkiadó Vállalat munkatársa.
Első sakksikereként 1948-ban megnyerte a városi középiskolás bajnokságot. Sikeres sakkversenyzői pályafutása mintegy 1955-től 1982-ig tartott. 1951-től Budapesten az Eötvös Loránd Tudományegyetemen matematikát tanult, és a Közgazdasági Egyetem (a BEAC elődje) csapatában versenyzett. Többszörös főiskolás válogatott volt. 1955-ben Lyonban, majd 1959-ben Budapesten a bronzérmet szerző főiskolai válogatott tagja.
1955-ben szerezte meg a mesteri címet. 1961-ben lett nemzetközi mester. Kétszer szerepelt az Európa-csapatbajnokság döntőjében a válogatottban: 1961-ben Oberhausenben bronzérmes, 1970-ben Kapfenbergben ezüstérmes. A magyar bajnokságban többször is az élmezőnyben végzett, 1961-ben harmadik, 1966-ban második, 1967-ben ismét harmadik helyezett volt.
Levelezési sakkban is eredményes volt, 1958-ban megnyerte Magyarország levelezési sakkbajnokságát. Tagja volt az 1959–1962 között rendezett III., valamint az 1977–1982 között zajlott VIII. levelezési sakkolimpián ezüstérmet szerzett magyar válogatottnak. 1960-ban levelezési nemzetközi mester címet kapott. Ő volt a Magyar Sakkélet főszerkesztője 1972 és 1979 között. 1971-ben a Magyar Sakkszövetség elnökségének tagjává választották, 1979 és 1984 között a Magyar Sakkszövetség szakfelügyelőjeként működött. 1985-ben kapott mesteredző címet. Tanítványai közé tartozott Csom István, Lukács Péter, Schneider Attila, Cserna László, Tolnai Tibor.

## Sporteredményei
- Nemzetközi mester (1961)[11]
- Csapatban EB 2. (1970) és 3. helyezett (1961).[12]
- Levelező sakkban nemzetközi mester (1961),[13] országos bajnok (1955–1958), csapatban olimpiai 2. helyezett (1958- 1961 és 1977 és 1982 között).[14]
- Legmagasabb Élő-száma: A Nemzetközi Sakkszövetség (FIDE) pontszámítása szerint: 2341 (2004. július),[15] illetve 2570 (1969. december) a Chessmetrics historikus pontszámítása szerint.[16] A levelezési sakkban Élő-pontszáma 2565 (1992).[17]
- legutolsó Élő-száma: 2284[11]

## Szakírói munkássága

### Könyvei
Forintos Győzővel közösen két nagy sikerű könyvet is írt, amelyeket angolra és németre is lefordítottak.
- Forintos Győző–Haág Ervin: Orosz védelem
  - angolul: The Petroff's Defence, McMillan Chess Library, 1992 (utánnyomás az USA-ban és Kanadában)
  - németül: Russische Verteidigung ISBN 3-9802574-5-2
- Forintos Győző–Haág Ervin: Királyindiai védelem 5.Hge2 változata
  - angol nyelven: Easy Guide to 5.Nge2 King's Indian: Winning with the Hungarian attack, Everyman Chess, 2000
- Varnusz Egon: Die Caro-Kann Verteidigung (A Caro-Kann-védelem); kieg. Haág Ervin; bőv. kiad.; németre ford. Tomor Béla; Deutsch–Corvina, Thun–Bp., 1983
- Győzelmünk a sakkolimpián (1979) (másokkal együtt, szerk.: Bilek István)
- Bilek István, Angyalosiné Porubszky Mária, Barcza Gedeon, Csom István, Haág Ervin: Versenyfutás az aranyérmekért – Máltai sakkolimpia 1980., Sport Lap- és Könyvkiadó, 1982 ISBN 963-253-406-9

### Publikációi
Cikkei többsége a Magyar Sakkéletben, a Sakkéletben jelent meg. Nagyelemzései, megnyitáselméleti kutatásai, beszámolói a műfaj legjobbjai közé tartoznak. Rendszeresen írt elemzéseket a Chess Playerbe, írásai jelentek meg a Népszabadság, Népsport, Képes Sport hasábjain.
- Cikkeinek listája az EPA+HUMANUS+MATARKA rendszerében (368 találat)[20]
- Haág Ervin (1972. július 29.). „Cikkcakkok Fischer körül – Mi van a követelődzések mögött?”. Népszava 100. (177.), 6.. o. (Hozzáférés: 2016. április 19.)
- Haág Ervin (1978. október 19.). „Karpov megvédte világbajnoki címét”. Népszava 106. (247.), 9.. o. (Hozzáférés: 2016. április 19.)

## Díjai, elismerései
- Magyar Népköztársaság Sportérdemérem ezüst fokozata (1962) a III. Levelezési sakkolimpián elért 2. helyezésért[21]
- A Testnevelés és Sport Érdemes Dolgozója (1974)[22]
- Magyar Népköztársaság Sportérdemérem arany fokozata (1984)[23]